# Raffaele Faraggiana
Raffaele Faraggiana di Sarzana (Novara, 20 maggio 1841 – Novara, 28 giugno 1911) è stato un politico italiano.
Fu senatore del Regno d'Italia dalla XVII legislatura.
Figlio di Alessandro Faraggiana e Amalia De Bayer ai quali si deve la costruzione di  Villa Faraggiana a Meina, sul Lago Maggiore. Il 7 ottobre 1874 sposò Catherine Ferrandi dalla quale ebbe due figli, Alessandro e Giuseppe.
Il padre morì nel 1876 e l'anno successivo morì, senza discendenza, lo zio Giuseppe facendo sì che il patrimonio famigliare si riunisse nelle mani di Raffaello che nel 1879 acquisì il titolo di marchese di Castellazzo. Nel 1890 divenne senatore per censo. Filantropo, fu per un periodo rettore dell'Ospedale Maggiore di Novara.